# Tanzac
Tanzac é uma comuna francesa na região administrativa da Nova Aquitânia, no departamento de Charente-Maritime. Estende-se por uma área de 11,23 km². Em 2010 a comuna tinha 315 habitantes (densidade: 28 hab./km²).